# La dona més bonica del món
La dona més bonica del món (títol original en italià: La donna più bella del mondo, en francès La belle des belles) és una pel·lícula romàntica de comèdia de 1956 dirigida per Robert Z. Leonard. És un biopic sobre la soprano d'òpera italiana Lina Cavalieri. La pel·lícula va ser una coproducció entre Itàlia i França. Està doblada al català.
Per aquesta pel·lícula, Gina Lollobrigida va ser guardonada amb un David di Donatello a la millor actriu.

## Argument
Lina, una cantant de music hall, s'ha enamorat d'en Sergei, un príncep rus. El maestro Doria, que li dona lliçons de veu i que espera convertir-la en el seu amant, la porta a París on es converteix en l'estrella de les "Folies-Plastiques". Sergei torna a trobar la Lina a la capital francesa i, sense ella saber-ho, la converteix en la seva amant. Quan entén la veritat, la Lina fuig amb el tenor Silvani. Boig de gelosia, en Doria mata Silvani i la jove cantant que creu que en Sergei és el responsable de la mort, decideix dedicar la seva vida a la seva carrera. 

## Repartiment
- Gina Lollobrigida: Lina Cavalieri
- Vittorio Gassman: Sergio
- Robert Alda: Doria
- Anne Vernon: Carmela
- Tamara Lees: Manolita
- Gino Sinimberghi: Silvani
- Nanda Primavera: Olimpia
- Nico Pepe: Louis
- Enzo Biliotti: Perret
- Valeria Fabrizi: Silvana
- Marco Tulli: Jutge al duel
- Annie Cordy

## Estrena
Als Estats Units, la pel·lícula va ser adquirida per Howard Hughes per a la seva distribució per 20th Century Fox. La pel·lícula s'havia d'estrenar a Boston a principis de 1957, però se li va negar un segell del codi de producció fins que es va tallar una escena d'amor.